# Favourite Worst Nightmare
Favourite Worst Nightmare – drugi album studyjny brytyjskiego zespołu Arctic Monkeys, wydany w kwietniu 2007.
Album został nominowany do nagrody Mercury Prize za najlepszy album brytyjski w 2007 roku; rok wcześniej, ta nagroda przyznana została poprzedniemu albumowi grupy, Whatever People Say I Am, That’s What I’m Not.

## Lista utworów
1. „Brianstorm” – 2:50
2. „Teddy Picker” – 2:43
3. „D Is for Dangerous” – 2:16
4. „Balaclava” – 2:49
5. „Fluorescent Adolescent” (Turner/Bennett) – 2:57
6. „Only Ones Who Know” – 3:02
7. „Do Me a Favour” – 3:27
8. „This House Is a Circus” – 3:09
9. „If You Were There, Beware” – 4:34
10. „The Bad Thing” – 2:23
11. „Old Yellow Bricks” (Turner/McClure) – 3:11
12. „505” – 4:13

### Bonusowe utwory
- „Da Frame 2R” – 2:20 (japońska edycja)
- „Matador” – 4:57 (japońska edycja)
- „Brianstorm” (teledysk) – 2:50